# (5495) Rumiántsev
(5495) Rumiántsev es un asteroide perteneciente al cinturón exterior de asteroides descubierto el 6 de septiembre de 1972 por Liudmila Zhuravliova desde el Observatorio Astrofísico de Crimea (República de Crimea).

## Designación y nombre
Designado provisionalmente como 1972 RY3. Fue nombrado Rumiántsev en memoria del conde ruso Nikolai Petrovich Rumiántsev, Ministro de Relaciones Exteriores y Presidente del Consejo de Estado en Rusia de 1807 a 1814. Acumuló grandes colecciones de libros, manuscritos, materiales etnográficos y numismáticos que se convirtieron en la base para el museo Rumyantsev de Moscú, inaugurado en 1862. La colección de libros se convirtió más tarde en la fuente de la Biblioteca Estatal Rusa.

## Características orbitales
Rumiántsev está situado a una distancia media del Sol de 3,414 ua, pudiendo alejarse hasta 3,575 ua y acercarse hasta 3,254 ua. Su excentricidad es 0,047 y la inclinación orbital 9,224 grados. Emplea 2304,98 días en completar una órbita alrededor del Sol.

## Características físicas
La magnitud absoluta de Rumiántsev es 11,6. Tiene 25,518 km de diámetro y su albedo se estima en 0,098. 